# جبهة حاجز الدم
كيكاي سينسين (باليابانية: 血界戦線، بالروماجي: Kekkai Sensen) مانغا يابانية من تأليف ياسوهيرو نايتو. نشرت في مجلة جمب سكوير في عام 2009. اقتبست المانغا إلى مسلسل أنمي تلفزيوني من إنتاج إستوديو بونز عام 2015.

## القصة
فتحت فجوة بين الأرض والعوالم المظلمة فوق مدينة نيويورك حيث سمحت لمخلوقات غريبة سفلى تعيش معهم بسلام حيث تسببت هذه الفجوة بتكوين غشاء كالفقاعة محاصرةً لسكان مدينة نيويورك مع تلك المخلوقات من الابعاد الأخرى داخل تلك الفقاعة الغامضة التي تحبسهم في غشاء ضبابي، عاشوا سكان نيويورك مع المخلوقات لعدة سنوات في عالم مليء بالجرائم العنيفة واليوميات المجنونة والان شخص ما غامض يهددهم بتدمير هذه الفقاعة، ولكن هنلك مجموعة من الاشخاص الخارقين يعملون متحدين لمنع حدوث ذلك وهم من سلالة محاربين الدم.

## الشخصيات
- ليوناردو ووتش (باليابانية: レオナルド・ウォッチ)

مؤدي الصوت: دايسكي ساكاغوتشي.
- كلاوس فون راينهيرز (باليابانية: クラウス・フォン・ラインヘルツ)

مؤدي الصوت: ريكيا كوياما.
- زاب رينفرو (باليابانية: ザップ・レンフロ)

مؤدي الصوت: كازويا ناكاي.
- تشين سوميراغي (باليابانية: チェイン・皇)

مؤدي الصوت: يو كوباياشي.

## وصلات خارجية
- موقع الأنمي الرسمي (باليابانية)
- جبهة حاجز الدم على موقع ANN manga (الإنجليزية)
- كيكاي سينسين على قاعدة بيانات الانمي العربية (بالعربية)